# لوري لاثام
لوري لاثام (بالإنجليزية: Laurie Latham)‏ هو ملحن ومنتج أسطوانات وموسيقي ومهندس الصوت بريطاني، ولد في 1955.

## وصلات خارجية
- لوري لاثام على موقع ميوزك برينز (الإنجليزية)
- لوري لاثام على موقع أول ميوزيك (الإنجليزية)
- لوري لاثام على موقع ديسكوغز (الإنجليزية)